# Огден, Питер Скин
Питер Скин Огден (англ. Peter Skene Ogden, род. 1794, Квебек, Канада — ум. 27 сентября 1854, Орегон-Сити, Территория Орегон, США) — канадский торговец пушниной и крупный исследователь американского Запада — Большого Бассейна, Орегона и северной Калифорнии, а также территорий вдоль реки Снейк. Он был первым, кто пересёк межгорный Запад с севера на юг.

## Биография
Родители Огдена были американскими лоялистами, бежавшими в Канаду (через Англию) во время Американской революции. В юности Огден покинул свой дом в восточной Канаде, чтобы начать авантюрную жизнь торговца пушниной в Северо-Западной компании и получил назначение в Иль-а-ла-Кросс в период ожесточённого соперничества компании с Компанией Гудзонова залива. В этот период он приобрел репутацию жёсткого, безжалостного торговца. Две компании объединились в 1821 году, и Огден был принят в качестве главного торговца два года спустя; он остался работать в компании в районе к западу от Скалистых гор.
Как торговец пушниной Огден автоматически стал исследователем новых территорий. В течение многих лет он возглавлял ежегодные торговые экспедиции, чтобы иметь дело с коренными американцами, конкурируя с американскими торговцами, работавшими из Сент-Луиса, штат Миссури. В 1825 году он достиг реки в Юте, которая теперь носит его имя; он исследовал южный Орегон и северо-восточную Калифорнию в 1826—1827 годах, открыл реку Гумбольдт в северной Неваде в 1828 году и провёл первую разведку восточного склона Сьерра-Невады в 1829 году, открыв озера Карсон и Оуэнс.
С 1831 по 1844 год Огден руководил торговлей в районе Британской Колумбии, став главным фактором (агентом) в 1835 году и главным должностным лицом в Колумбийском отделении Компании Гудзонова залива с 1845 года. Он запомнился тем, что спас выживших во время резни Уитменов, в которой в 1847 году индейцами кайюсами были убиты миссионер Маркус Уитмен, его жена и ещё 12 человек.
Огден знал несколько индейских языков и был дважды женат на индейских женщинах, от каждой из которых у него были дети. Он всегда оставался британским подданным. Он говорил по-французски так же бегло, как и по-английски, и был известен торговцам как «Мсье Пит». Его «Черты жизни и характера американских индейцев» (1853 г.) были опубликованы анонимно в Лондоне.